# 愛知県立芸術大学の人物一覧
愛知県立芸術大学の人物一覧は、愛知県立芸術大学に関係する人物の一覧記事。

## 教官

### 美術学部
- 北川フラム - 彫刻専攻客員教授 (アート総合ディレクター)
- 森田義之 - 芸術学専攻教授（西洋美術史・文化財学）

### 音楽学部
- 外山雄三 - 器楽専攻名誉教授 (指揮)
- 白石禮子 - 器楽専攻教授 (ヴァイオリン)
- 松波恵子 - 講師（チェロ）

## 元教官
- 河野鷹思 - グラフィックデザイナー 名誉教授
- 鬼頭鍋三郎 - 洋画家 名誉教授
- 小磯良平 - 洋画家 名誉教授
- 伊藤廉 - 洋画家 名誉教授
- 山本豊市 - 彫刻家 名誉教授
- 片岡球子 - 日本画家 名誉教授
- 野々村一男 - 彫刻家 名誉教授
- 島田章三 - 洋画家 名誉教授
- 鯉江良二 - 陶芸家 名誉教授
- 兼田敏 - 作曲家 名誉教授
- 石井歓 - 作曲家 名誉教授
- 北爪道夫 - 作曲家 名誉教授
- 森正洋 - 陶磁器デザイナー 教授
- 松下修也 - チェロ奏者

## 主な卒業生

### 美術
- 奈良美智（現代美術家）
- 楚里清（日本画家）
- 秋田道夫（プロダクトデザイナー）
- 丸山もも子（デザイナー・イラストレーター）
- いしづかあつこ（アニメーション作家）
- 雑賀雄二（写真家）
- 佐々木悟郎（イラストレーター）
- おおやちき（漫画家）
- 星野之宣（漫画家）
- 戸谷成雄（武蔵野美術大学 名誉教授、彫刻家）
- 新海岳人（アニメーション作家）
- 井川啓（アートディレクター・ユニバーサルデザイナー）
- 橋本夕紀夫（東京工芸大学 教授・空間デザイナー）
- 岡田よしたか（絵本作家）
- 坂根輝美（日本画家）
- 岡田修二（成安造形大学 教授）
- 玉木明（切手デザイナー）
- 杉浦由梨（美術家、漫画家「三浦よし木」）
- 唐澤昌宏（美術史家、国立工芸館館長）

### 音楽
- 藤掛廣幸（作曲家）エリザベート王妃国際音楽コンクールグランプリ受賞・全米ビルボード・５ヶ月間ベストテン入り
- 河合優子 (ピアニスト)
- 熊谷公博（声楽家・徳島文理大学教授・四国二期会理事）
- 中村滋延（作曲家・九州大学教授）
- 西風満紀子（作曲家・元和歌山大学准教授）
- 喜多形寛丈 (作曲家、ジャズピアニスト)
- 山根ミチル (作曲家)
- 細野真由美 (作曲家)
- 松宮圭太（作曲家）
- 水野みか子（作曲家・名古屋市立大学教授）
- 奥村育子（声楽家）
- 山根星子（音楽家、作曲家、ヴァイオリニスト） - ドイツのロックバンド「タンジェリン・ドリーム」のメンバー
- 芳賀傑（作曲家）
- 山本高栄（合唱指揮者）

### 芸能
- 久野綾希子（女優）

### 財界
- 兼元謙任（OKWave創業者）